# Георгиос Стаматиадис
Георгиос Стаматиадис (на гръцки: Γεώργιος Σταματιάδης) е гръцки духовник, деец на гръцката въоръжена пропаганда в Македония.

## Биография
Георгиос Стаматиадис е роден в началото на XIX век в гевгелийското село Сехово, тогава в Османската империя, днес Идомени, Гърция. Син е на Зафириос Стаматиадис, участник в Гръцката война за независимост от 1821 година. Стаматиадис е един от лидерите на гръцкия комитет в Гевгелийско. И синът му поп Зафириос Стаматиадис Папазафириу и внуците му Георгиос Стаматиадис Папазафириу (1869 - 1936), учител, и Григориос Стаматиадис Папазафириу са дейци на гръцката пропаганда. Наследник на семейството е и офицерът Христос Папазафириу.